# Неванлинна, Рольф
Рольф Герман Неванлинна (фин. Rolf Herman Nevanlinna, 22 сентября 1895, Йоэнсуу — 28 мая 1980, Хельсинки) — финский математик, наиболее известный работами по комплексному анализу (в частности, по распределению значений мероморфных функций), создатель теории Неванлинны.

## Биография
Учился в Александровском университете в Хельсинки (1913—1917), а в 1919 году защитил докторскую степень. В 1922 году стал доцентом Хельсинкского университета, и в 1926 году получил звание профессора. 3 августа 1942 года, находясь на тот момент в должности ректора Хельсинкского университета, был назначен главой добровольческого комитета СС, осуществлявший набор добровольцев в финский добровольческий батальон войск СС. В 1947 году перешёл в Цюрихский университет, но вернулся на время в Финляндию, когда в 1948 году он стал одним из 12 членов вновь созданной Академии Финляндии.
С 1948 по 1963 год Неванлинна жил в двух странах.
Ушёл на пенсию в 1963 году, после чего работал канцлером при Университете Турку до 1970 года. В политике придерживался крайне правых взглядов, состоял в Патриотическом народном движении.

## Семья
Родился в семье математиков: отец — Отто Неванлинна (фин. Otto Nevanlinna), оба дяди (по отцовской линии) и брат Фритьоф Неванлинна (фин. Frithiof Nevanlinna) тоже были математиками. 
Был дважды женат. Первый брак был заключён с Мари Селин (фин. Mary Selin) в 1919 году, в браке родились четверо детей: Кай, Гарри (глава Финского Красного креста в 1948—1988 годах), Аарне (известный в Финляндии писатель) и Сюльви. Пара развелась в 1958 году, и в том же году Неванлинна женился на писательнице Синикке Каллио (фин. Sinikka Kallio-Visapään), в этом браке родилась дочь Кристина.

## Признание и память
Почётный профессор Гейдельбергского, Бухарестского, Гисенского, Уппсальского, Стамбульского университета, Университета Ювяскюля, Университета Глазго и Свободного университета Берлина.
Почётный член Финской академии наук, Финского союза математиков, Лондонского математического общества, Венгерской академии наук, Финского объединения преподавателей математики, физики и химий (фин. MAOL) и Швейцарского математического общества.
Президент Международного математического союза с 1959 по 1963 год.
В память об учёном в 1982 году учреждена премия Неванлинны, вручаемая на Международном математическом конгрессе молодым математикам за достижения в области информатики или вычислительной математики.

## Труды
- Неванлинна Р. Пространство, время и относительность. — М.: Мир, 1966. — 229 с.
- Неванлинна Р. Однозначные аналитические функции. — М.—Л.: Гостехиздат, 1941.
- Неванлинна Р. Униформизация. — М.: ИЛ, 1955.